# Anel Karabeg
Anel Karabeg (Mostar, 7 marzo 1962) è un allenatore di calcio ed ex calciatore bosniaco, di ruolo centrocampista.

## Palmarès

### Giocatore

#### Competizioni nazionali
- Coppa di Jugoslavia: 2

Velež Mostar: 1981, 1986
- Segunda División: 1

Real Burgos: 1989-1990

#### Competizioni internazionali
- Coppa dei Balcani: 1

Velež Mostar: 1980-1981